# Titanic (film 1997)
Titanic (wym. ang. [taɪˈtænɪk]) – film fabularny produkcji amerykańskiej z 1997, oparty na historycznym wydarzeniu – zatonięciu „Titanica” w 1912. Został wyreżyserowany na podstawie własnego scenariusza przez Jamesa Camerona. Produkcją zajęły się studia filmowe 20th Century Fox, Paramount Pictures i Lightstorm Entertainment.
Film zdobył 11 Nagród Amerykańskiej Akademii Filmowej, w tym za najlepszy film. Jest czwarty na liście najbardziej kasowych filmów w historii kina – jako pierwszy przekroczył barierę 1 mld dol. przychodów (w sumie ponad 2 mld dol.).

## Produkcja
Prace nad filmem rozpoczęły się w 1995, kiedy to reżyser James Cameron zwrócił się do wytwórni 20th Century Fox z propozycją zekranizowania katastrofy liniowca z 1912. Otrzymawszy zgodę, zaczął kompletować obsadę. Do głównej roli Jacka Dawsona proponowano m.in. Chrisa O’Donnella i Matthew McConaugheya, jednak reżyser odrzucił ich z powodu ich zbyt dojrzałego wieku. Twórcy odrzucili też kandydaturę Toma Cruise’a z powodu zbyt wysokiej gaży, której zażyczył sobie aktor. Zgodnie z sugestią reżyserki castingu Mali Finn, w tej roli obsadzony został Leonardo DiCaprio, który podpisał kontrakt opiewający na 2,5 mln dol. Finn do roli Rose DeWitt Bukater zaproponowała Kate Winslet, która ostatecznie znalazła się w obsadzie po podpisaniu kontraktu na ok. 1 mln dol.
Film był kręcony przez siedem miesięcy, od 16 września 1996 do 22 marca 1997. Produkcja filmu podzielona była na trzy etapy. Pierwszym z nich było nakręcenie zdjęć wraku, a filmowcy w tym celu 12 razy schodzili na dno rosyjskimi batyskafami MIR-1 i MIR-2, filmując szczątki wraku „Titanica”. Etap drugi to sekwencje współczesne, w których Rose Calvert rozpoczyna swoją opowieść. Najtrudniejszy w realizacji był etap trzeci, ponieważ wymagał on skonstruowania wiernej repliki statku, a następnie jej zatopienia zgodnie ze znanymi faktami historycznymi. 
Podczas gdy w Halifaksie i na pokładzie rosyjskiego statku badawczego „Akademik Mścisław Kiełdysz” kręcono ujęcia sekwencji współczesnej, w Rosarito Beach w stan Baja California w Meksyku powstała dekoracja. Sztab projektantów, artystów, budowniczych i konstruktorów zbudował – mierzącą 230 metrów – replikę zewnętrznej części statku w skali 1:1 (nieznacznie zmniejszono tylko kominy i łodzie oraz wyeliminowano zbyteczne elementy, by statek zmieścił się w basenie). Zbudowano również basen o wymiarach 180 m x 180 m i wypełniono go 600 tys. hektolitrów wody, a następnie zatopiono w nim replikę „Titanica”. Aby stworzyć złudzenie, że filmowy liniowiec płynie po morzu, basen i zakotwiczoną w nim replikę usytuowano wzdłuż linii brzegowej z widokiem oceanu na 270 stopni, co umożliwiało uchwycenie kamerą naturalnego horyzontu. Dodatkowo, na podstawie zebranych danych meteorologicznych, wybrano taką stronę statku, by wiatr pochylił dym z kominów, powodując złudzenie płynięcia statku. Ekipa wiernie odwzorowała także wyposażenie liniowca, m.in. meble i dekoracje, a nad pracami czuwali historyk Don Lynch oraz artysta-grafik Ken Marschall.
Kobiecy akt wykorzystany w scenie szkicowania Rose przez Jacka został narysowany przez Jamesa Camerona. Sekwencja pary była również pierwszą sceną nakręconą z udziałem obojga aktorów. Ostatnie dwa dni zdjęciowe, które należały do najbardziej niebezpiecznych dla ekipy, poświęcono na nakręcenie sekwencji zatopienia statku.
Premiera filmu opóźniła się względem terminu początkowego planowanego na 2 lipca 1997. Studia filmowe 20th Century Fox (posiadające prawa do filmu i międzynarodowej dystrybucji) oraz Paramount Pictures (posiadające prawa na terenie Stanów Zjednoczonych) zaczęły się niepokoić wciąż rosnącymi kosztami produkcji – już w połowie 1997 Titanic był najbardziej kosztownym filmem wszech czasów, a wydatki wciąż rosły. By zmniejszyć koszta, a także by nie narażać ekipy na ewentualne kontuzje przy kręceniu niebezpiecznych scen, część ujęć z udziałem przeszło 100 kaskaderów zastąpiono efektami komputerowymi. Ostateczny koszt produkcji przekroczył 200 mln dol., co wyniosło więcej niż koszt produkcji i wykończenia prawdziwego „Titanica”. Cameron poświęcił swoją reżyserską gażę, byle tylko doprowadzić do zrealizowania swojego dzieła. Ostateczna wersja, którą reżyser dostarczył dystrybutorowi, trwała ponad trzy godziny. O fakcie dość chłodnego przyjęcia świadczy fakt, iż zastanawiano się, czy dane będzie Cameronowi po raz kolejny pracować nad jakimkolwiek hollywoodzkim filmem. Trzymał się on jednak twardo swoich racji, kwitując sugestie o skróceniu obrazu filmowego słowami: „Jeśli chcecie pociąć mój film, będziecie musieli mnie zwolnić. A żeby mnie zwolnić, będziecie musieli mnie zabić”. Film łącznie trwa 3 godz. i 14 min..
Termin premiery kilkukrotnie ulegał zmianie. Titanic ostatecznie trafił do kin 19 grudnia 1997, przy czym film przedpremierowo pokazano już 1 listopada na festiwalu filmowym w Tokio.
Z okazji setnej rocznicy zatonięcia statku, czyli 2012 roku, Titanic powrócił na ekrany kin (również w Polsce)  w technologii 3D. Na ekrany polskich kin wszedł 13 kwietnia 2012 rok. 10 lutego 2023 dokładnie w 25-lecie istnienia filmu, produkcja ponownie zawitała do kin. Tym razem w wersji zremasterowanej do jakości 4K.

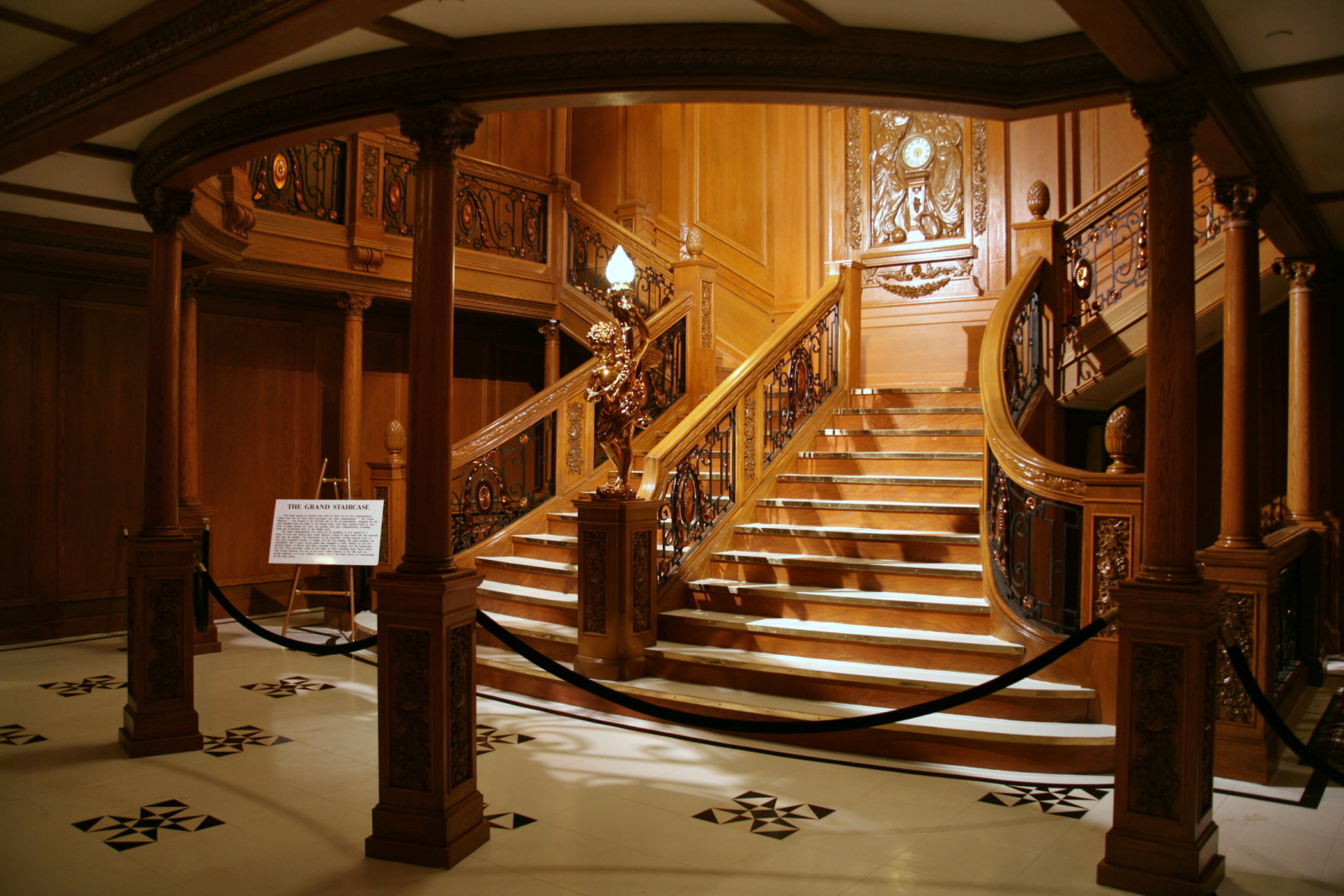
Replika wielkich schodów z wnętrza „Titanica”
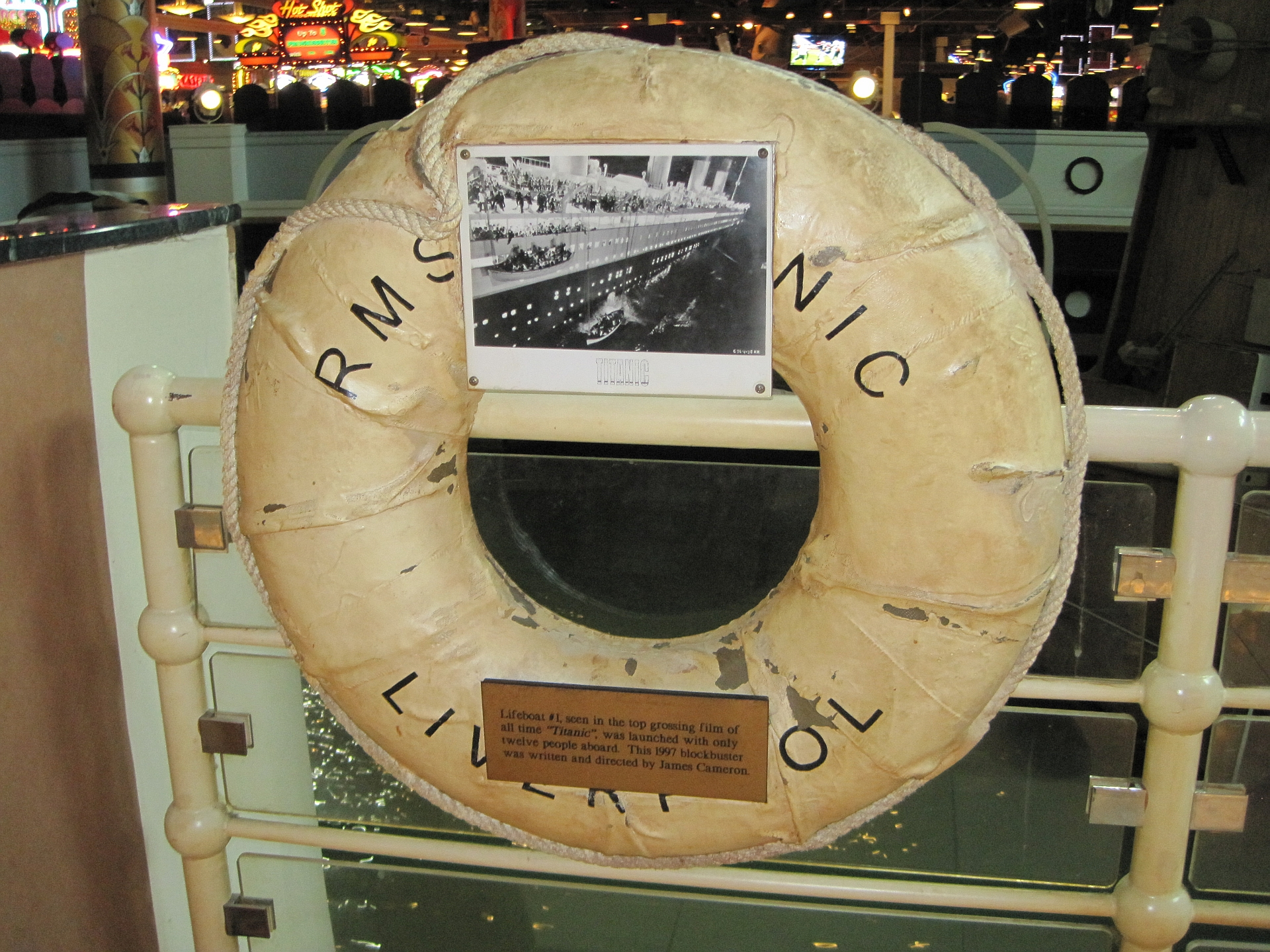
Koło ratunkowe (pamiątki Hollywood)
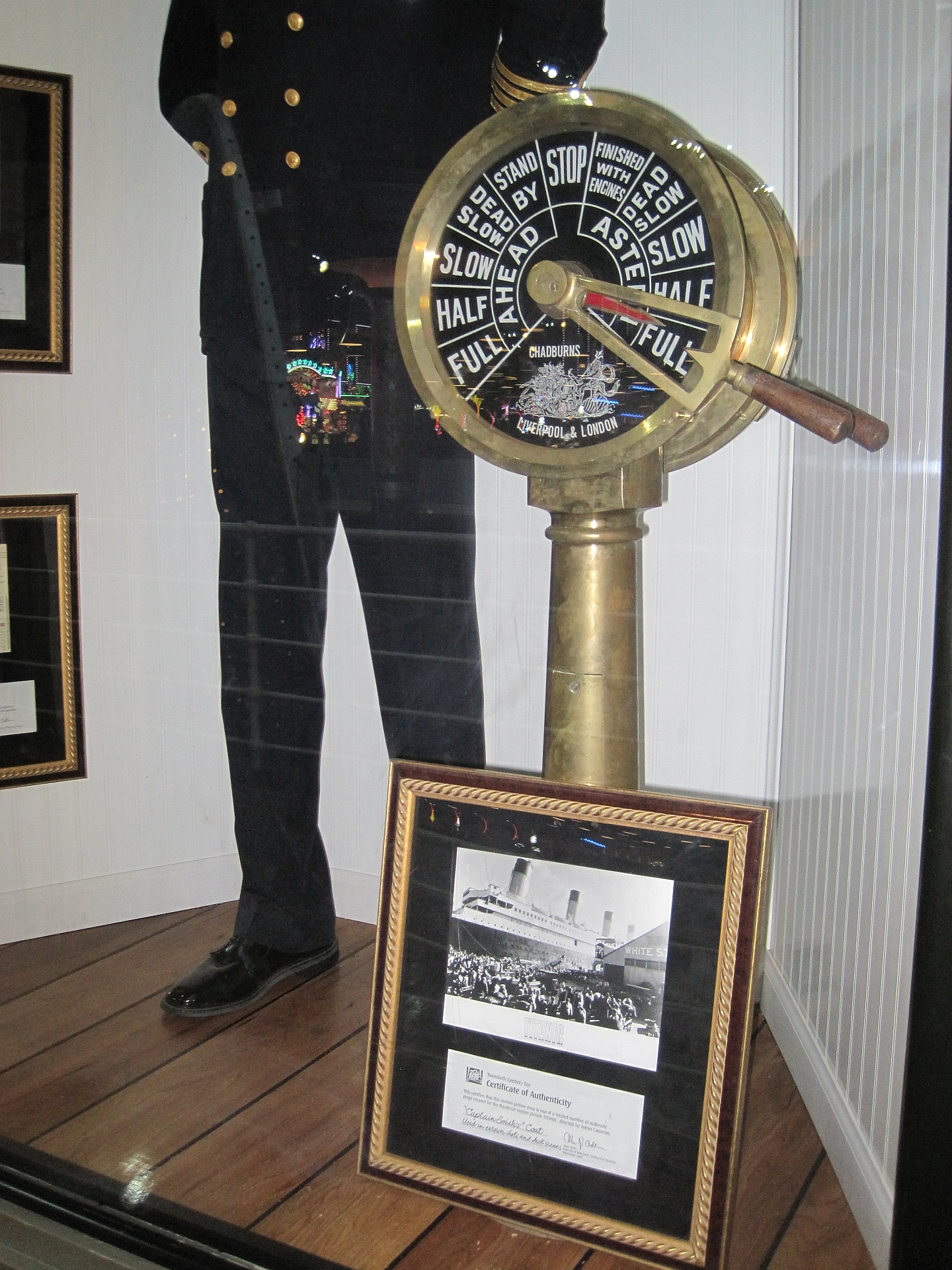
Telegraf maszynowy (pamiątki Hollywood)
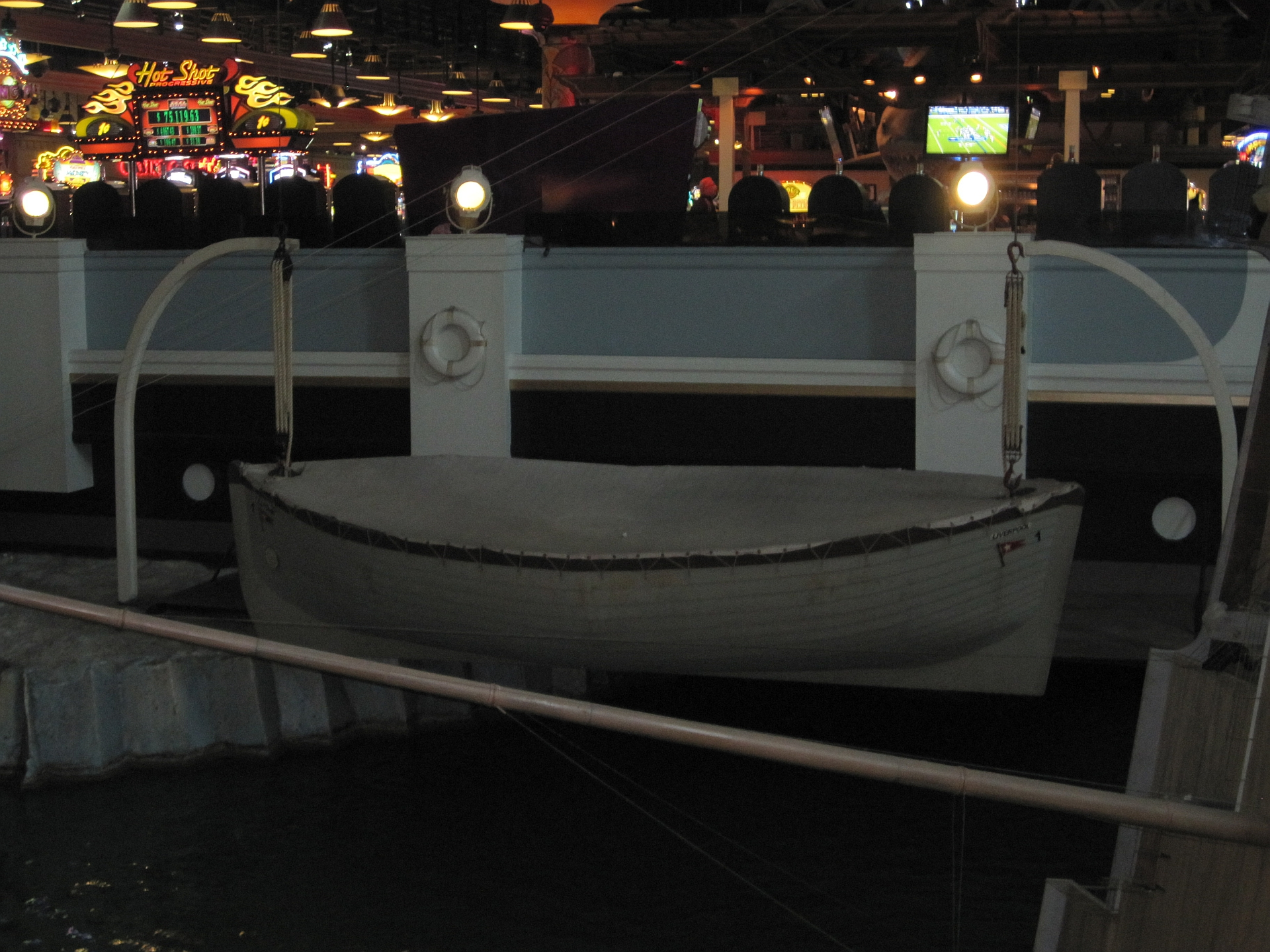
Szalupa ratunkowa (pamiątki Hollywood)
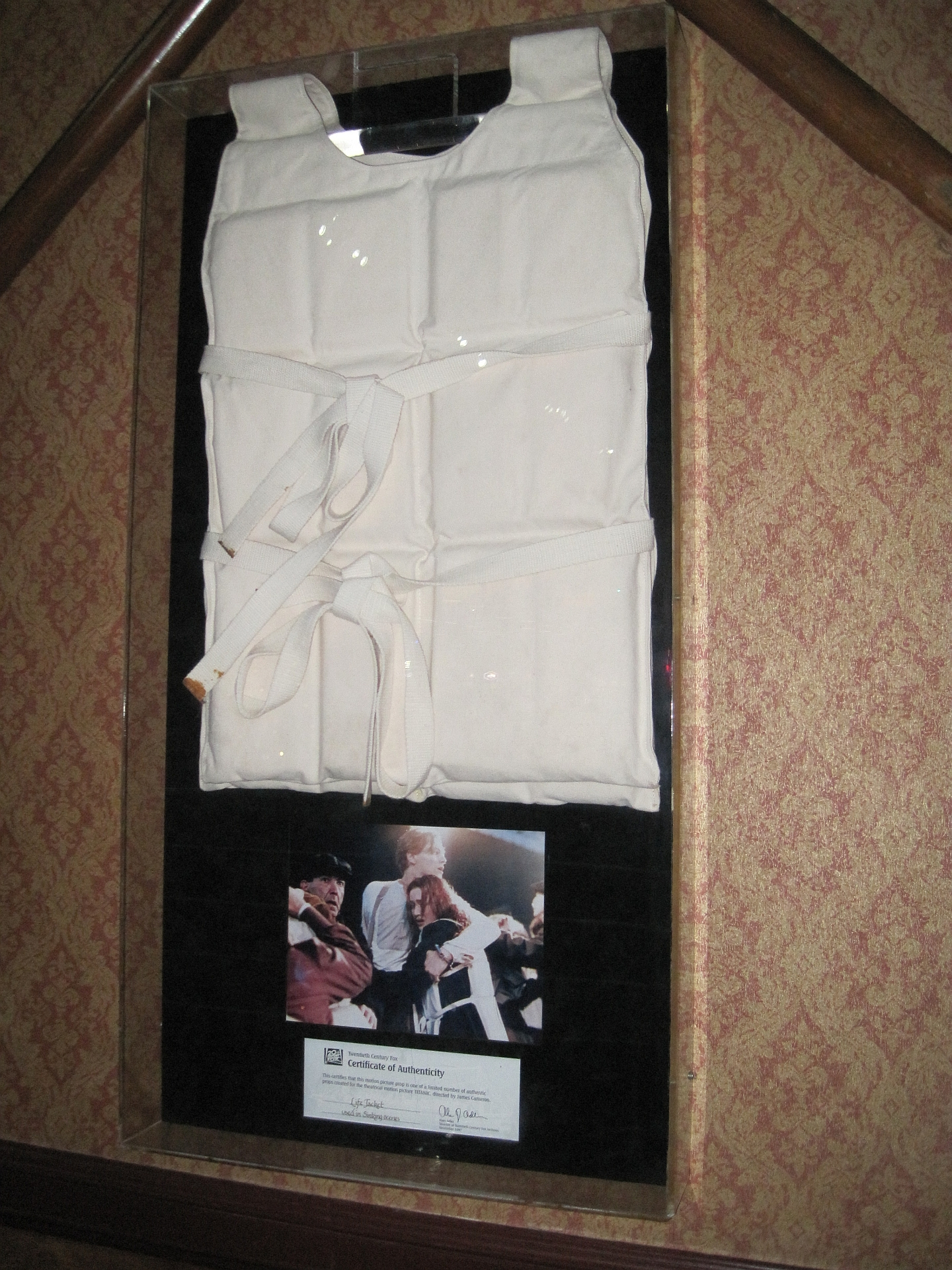
Kamizelka ratunkowa (pamiątki Hollywood)
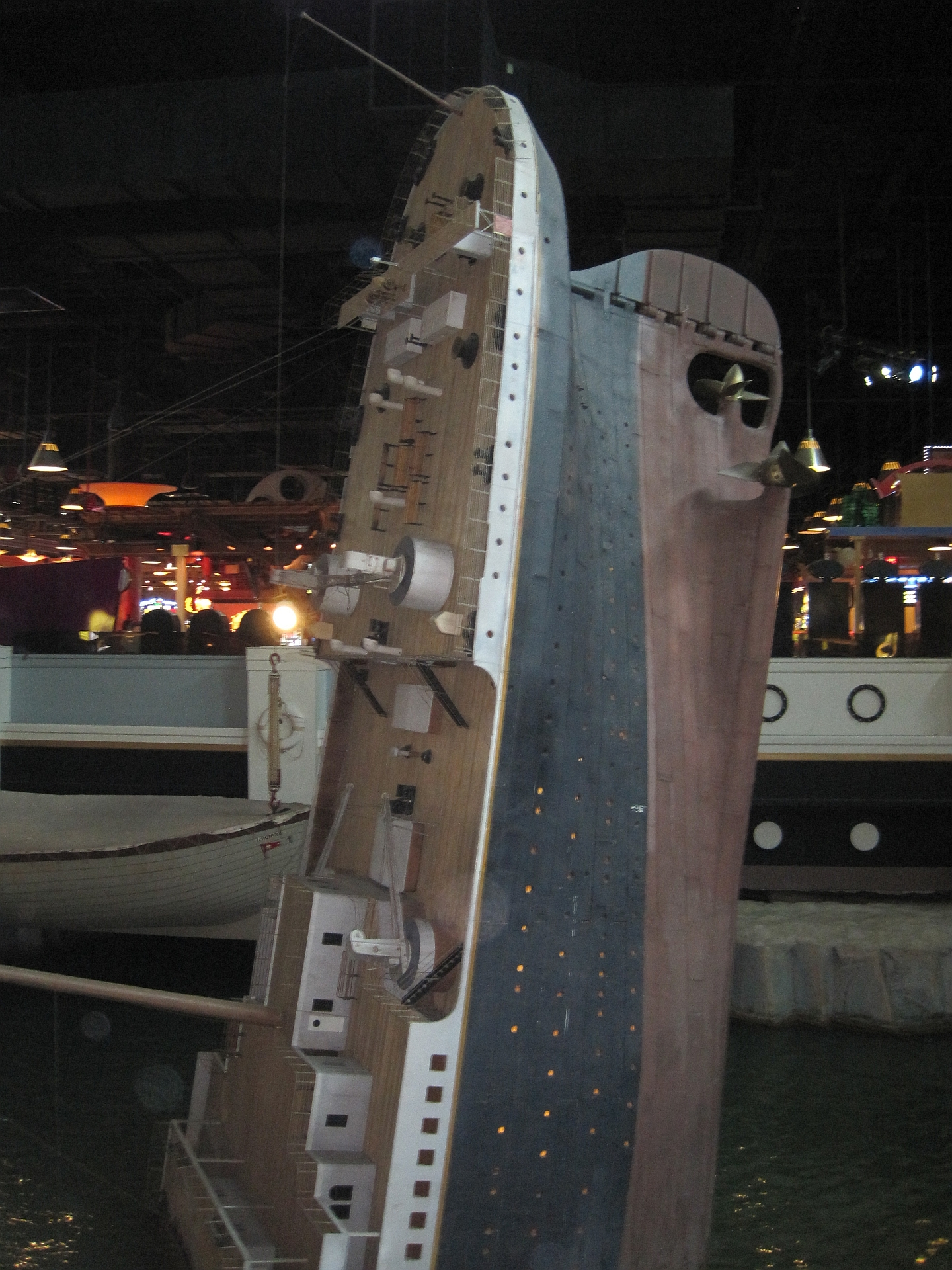
Replika tonącego „Titanica” (pamiątki Hollywood)
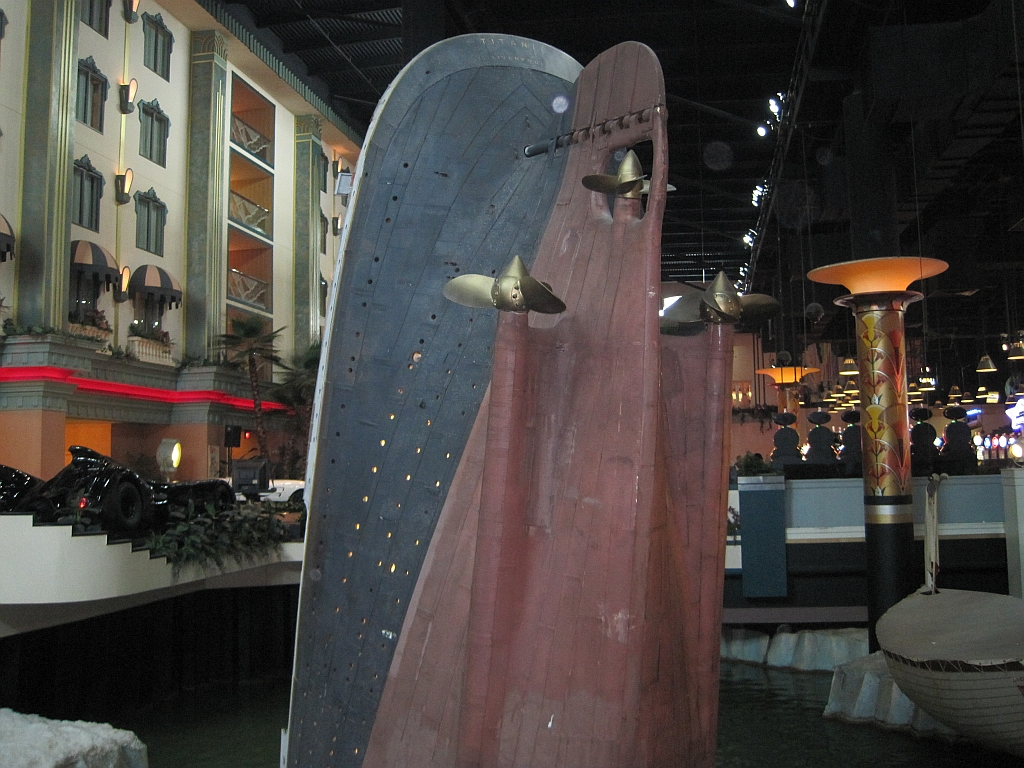
Replika tonącego „Titanica” (pamiątki Hollywood)

## Fabuła

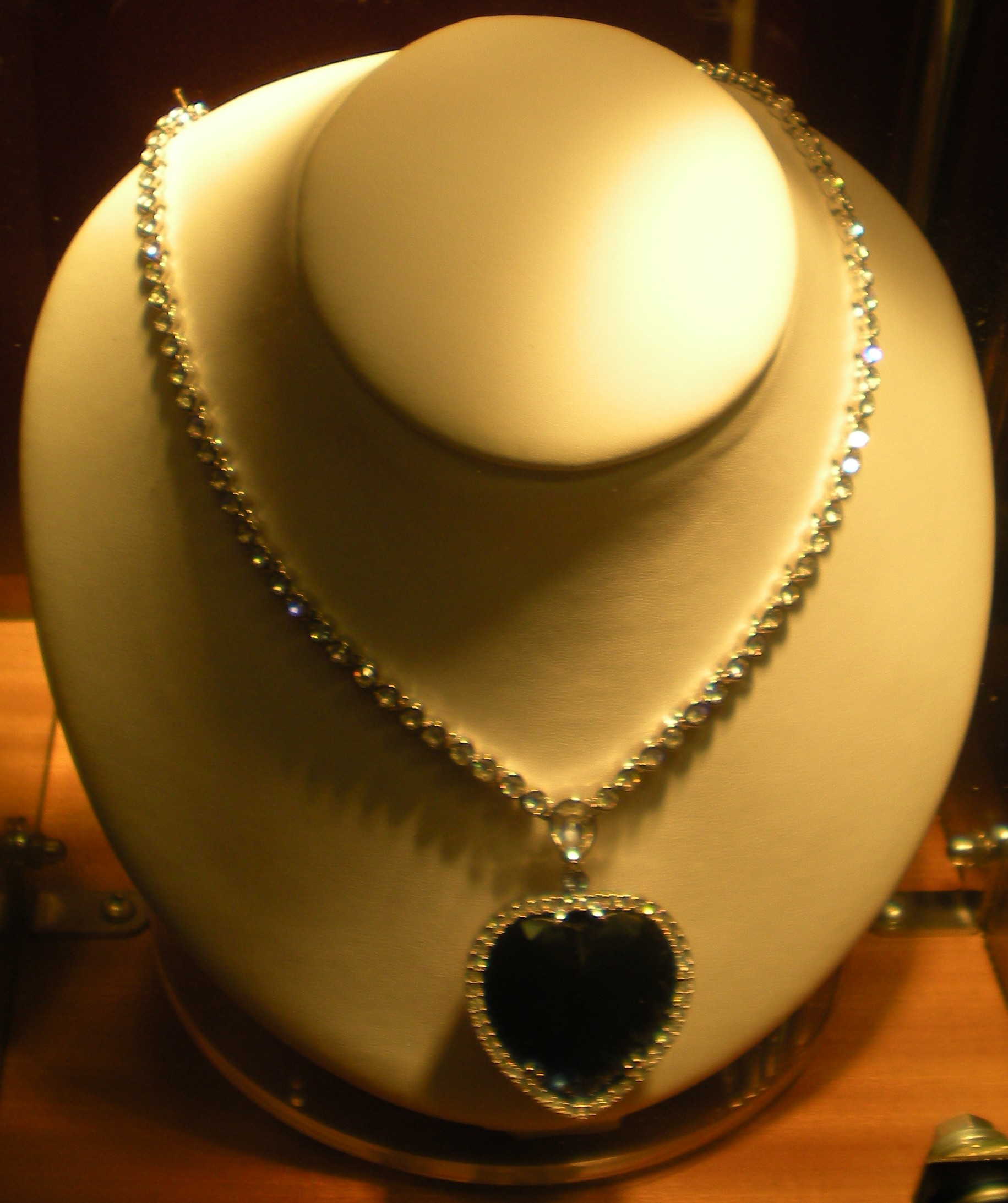
Oryginalny naszyjnik noszony w filmie przez Kate Winslet

Akcja filmu rozpoczyna się w 1996 roku. Grupa zawodowych poszukiwaczy skarbów w zatopionych statkach, na czele z Brockiem Lowettem, usiłowała odnaleźć i wydobyć z wraku „Titanica” legendarny diament o nazwie „Serce Oceanu”, który podobno zatonął wraz z nim. W trakcie jednego z zanurzeń, poszukiwacze wydobyli sejf z kabiny Caledona „Cala” Hockleya. Przypuszczali, że znajdował się tam poszukiwany diament. Zamiast niego znaleźli dobrze zachowany akt dziewczyny, która na szyi miała zawieszone „Serce Oceanu”. Rysunek został pokazany w telewizji. Przypadkowo program oglądała Rose Calvert, 100-letnia wdowa, która rozpoznała siebie na rysunku wydobytym ze statku. Poinformowała o tym poszukiwaczy, którzy zaprosili ją na swój statek. Tam opowiedziała o tragicznym rejsie, powstaniu rysunku i losach diamentu.

### Początek rejsu
W podróż statkiem wybrała się wraz z majętnym narzeczonym, Caledonem „Calem” Hockleyem, jego lokajem Spicerem Lovejoy i swoją owdowiałą matką Ruth DeWitt Bukater. Rose nie kochała Cala, ale akceptowała go pod silnym wpływem matki. W tym samym czasie w pubie, niedaleko miejsca cumowania statku, Jack Dawson, biedny amerykański rysownik tymczasowo przebywający w Anglii, wygrał w pokera bilet na „Titanica”, co potraktował jako dar od losu.
Podczas rejsu Rose, znużona konwenansami i zasadami panującymi wśród bogaczy, postanowiła popełnić samobójstwo. Chciała wyskoczyć za burtę statku do lodowatej wody. Jack, który widział jak biegła na tył statku, przekonał ją, by wróciła za barierkę na pokład a gdy się ześlizgnęła, zdążył ją wciągnąć. W zamieszaniu został posądzony o próbę zgwałcenia pasażerki pierwszej klasy. Rose skłamała, że chciała tylko zobaczyć śruby i wypadła, a Jack ją złapał. W nagrodę otrzymał zaproszenie od Cala na wspólną kolację.
Nazajutrz Jack i Rose udali się na spacer, podczas którego chłopak pokazał swoje prace. Wieczorem planował w żartach, że nauczy ją jazdy konno po męsku, wspólną wyprawę na molo i jazdę kolejką górską, aż do mdłości. Zabawę w naukę plucia i samo spotkanie przerwało pojawienie się matki i jej znajomych. Rose zauważyła, że Ruth patrzy na chłopaka jak na robaka i zagrożenie. Zaproponowała więc matce, że pójdą przebrać się na kolację.
Molly Brown, która towarzyszyła Ruth i sama do niedawna była biedna, ostrzegła Jacka, że podczas kolacji znajdzie się w gnieździe żmij. Pożyczyła Jackowi frak swojego syna, a bogacze przyjęli go jak swego, dziedzica kolejarskiej fortuny. „Niezastąpiona” matka Rose, Ruth, przypomniała jednak wszystkim, że Jack sypia w kajutach trzeciej klasy. On sam natomiast zaimponował towarzystwu swą pewnością siebie, błyskotliwością i chęcią poznawania ludzi. Po kolacji zaprosił Rose na dolne pokłady, na irlandzkie tańce i zabawę. Wróciła stamtąd uradowana, bardzo późno.
Nazajutrz Cal wpadł w szał i zażądał szacunku należnego przyszłemu mężowi. Natomiast Ruth, pamiętająca długi ojca Rose, zakazała córce spotykania się z chłopakiem. Było już za późno, gdyż dziewczyna próbowała go ignorować, nawet pomimo jego ostrzeżeń, że to sztywne towarzystwo zdławi w niej jej wewnętrzny, buntowniczy ogień. Podczas obchodu statku z konstruktorem, Thomasem Andrews, zauważyła, że brakuje szalup dla połowy pasażerów, ale Andrews uspokajał ją, że statek jest solidny i sam w sobie jest szalupą.
Wieczorem, 14 kwietnia, Rose udała się do Jacka i ten pokazał jej wspaniały widok z dziobu statku. Na jej prośbę sporządził rysunek, do którego Rose pozowała nago. Jack włożył diament do sejfu, a ona jego rysunek, by Cal „zawsze mógł ją mieć tylko dla siebie”. Chwilę później musieli uciec przed Lovejoyem do ładowni, gdzie w aucie Renault CB Coupé de Ville skonsumowali swój związek. Po wyjściu stamtąd, Rose oznajmiła mu, że razem wyjdą na ląd po przybyciu do Nowego Jorku.

### Katastrofa
W momencie, gdy Rose i Jack się całują, „Titanic” zderza się z górą lodową i zaczyna nabierać wody. Cal zobaczył rysunek i opis z sejfu, dzięki czemu zrozumiał, że serce Rose nie należy już do niego, dlatego zlecił swojemu lokajowi intrygę w celu usunięcia rywala. Ten, według polecenia, wsunął Jackowi do kieszeni „Serce Oceanu” i został on oskarżony o kradzież błękitnego diamentu.
Thomas Andrews przedstawił plany statku kapitanowi, oficerom i Bruce’owi Ismayowi. W krótkim czasie zalało pięć przedziałów i stało się jasne, że statek ze stali nie znajdzie się jutro w Nowym Jorku, ale na pierwszych stronach gazet. Zacznie tonąć, a pompy dadzą im tylko dodatkowe minuty, zanim konstrukcja zanurzy się pod wodą. Mieli najwyżej dwie godziny na ewakuację 2200 osób. Tymczasem ochrona statku umieściła Jacka w areszcie w niższych poziomach statku. Gdy „Titanic” zaczął się przechylać do przodu od nabieranej wody, Lovejoy uderzył go w brzuch i zostawił na łaskę losu. Natomiast Cal obładował kieszenie swego płaszcza kosztownościami, w tym Sercem Oceanu. Zostawił jednak rysunek Jacka, zamknięty szczelnie w sejfie. Rose zaczepiła Andrewsa i ten, przerażony, powiedział jej i narzeczonemu, że za godzinę znajdą się na dnie Atlantyku, ale tę informacje mają zachować dla siebie. Nie chciał siać paniki i nalegał, by wsiadła do szalup, gdyż przypomniał jej, że jest ich za mało.
Kiedy Ruth zaczęła narzekać na to, że łodzie ratunkowe powinny być dostosowane do rodzaju pasażerów (luksusowe dla tych z pierwszej klasy), Rose rozkazała matce się zamknąć i przypomniała jej, że połowa pasażerów zginie. Po uwadze Cala, że lepsza połowa przeżyje i rysunku, który – jak słusznie przewidział – nad ranem będzie wiele wart, Rose zrozumiała, że sprawa z Jackiem to był jego jeden wielki przekręt. Zostawiła matkę z Molly Brown w szalupie. Cal próbował ją zatrzymać, ale Rose splunęła mu w twarz. Sama pobiegła do Jacka.
Udało jej się dotrzeć do Jacka tylko dzięki instrukcjom konstruktora i uwolniła go z kajdanek za pomocą siekiery. Miała dużo szczęścia, ponieważ ostrze uderzyło prosto w łańcuszek. Po dużych trudnościach, wodzie po pas, a nawet bliscy utonięciu dotarli na górny pokład A. Spotkali tam Cala, który razem z Jackiem namawiał Rose, aby wsiadła do szalupy. Przed wejściem do łodzi ratunkowej Cal dał Rose swój płaszcz. Jack skłamał jej, że niedługo się zobaczą. Rose wsiadła do szalupy. Gdy powoli się obniżała, Jack i Rose patrzyli na siebie. Kiedy była w połowie drogi, Rose wyskoczyła z łodzi i została wciągnięta na statek. Jack pobiegł na spotkanie z ukochaną. Gdy na siebie wpadli przy zegarze, zaczęli się całować. Po chwili przybiegł Cal. Strzelał do nich pistoletem swego lokaja, gdy razem zbiegali wielkimi schodami na dół. Zdążyli uciec, a Cal zorientował się, że diament oddał byłej narzeczonej.
Po ponownym wydostaniu się z zalewanego wodą labiryntu korytarzy spotkali Thomasa Andrewsa, który stwierdził, że ponosi winę za tonięcie statku, bo mógł zbudować mocniejszy. Pożegnał się z Rose, dając jej kamizelkę ratunkową. Postanowił, że zatonie wraz ze statkiem. Tymczasem Hockleyowi udało się uciec z tonącego statku, ponieważ podszył się pod ojca porzuconego dziecka i wsiadł razem z dziewczynką do szalupy ratunkowej.
Statek osiągał coraz większy przechył. Rose i Jack, dla których zabrakło szalup, musieli się ratować w inny sposób. Gdy „Titanic” przechylał się, zdążyli dojść do rufy, miejsca, w którym się spotkali po raz pierwszy. Gdy konstrukcja osiągnęła przechył 45 stopni, pękła od pokładu aż do stępki, a rufa opadła z powrotem na wodę. W wyrwę pośrodku statku dostała się woda, przez co dziób bardzo szybko zaczął tonąć, pociągając za sobą rufę, która stanęła w pionie. W trakcie ponownego przechyłu Jack i Rose przeszli na zewnętrzną stronę barierki.

### Po zatonięciu
„Titanic” zatonął, ale Rose i Jacka nie wciągnął wir. Znaleźli się w wodzie. Młodzieniec umieścił Rose na fragmencie portalu, ale nie było tam miejsca dla niego. Dał jej nadzieję, że szalupy przypłyną i wymusił na niej obietnicę, by się nigdy nie poddawała. Zapewnił ją, że nie umrze na środku oceanu, lecz czeka ją pełna ciepła przyszłość. Niedługo potem Jack zmarł z wyziębienia. Zmarznięta Rose powtórzyła jego słowa, że nigdy się nie podda, po czym oderwała jego zlodowaciałe zwłoki i pozwoliła im opaść na dno. W ostatniej chwili zaalarmowała za pomocą gwizdka pływającą w okolicy łódź ratunkową, dowodzoną przez piątego oficera Lowe’a.
Po kilku godzinach wszyscy ocaleni z katastrofy zostali podjęci przez statek pasażerski „Carpathia”. Cal udał się na poszukiwanie Rose. Niedoszła żona ukryła się przed nim, przykrywając twarz kocem. Gdy ten zawrócił, ona spojrzała na niego, gdy znikał pomiędzy ocalałymi. Widziała go po raz ostatni. Ożenił się i odziedziczył po ojcu miliony. Jego interesy podkopał wielki kryzys 1929 roku, doprowadzając go do samobójstwa, o czym Rose przeczytała w gazecie.
Gdy „Carpathia” wpływała do nowojorskiego portu, mijając Statuę Wolności, jeden z oficerów spisywał dane ocalałych. Dziewczyna bez wahania podała się jako Rose Dawson. Ku swojemu zdumieniu odkryła, że w kieszeni jej płaszcza znajdowało się „Serce Oceanu”. Osiemdziesiąt lat później, stuletnia Rose wrzuciła diament od apodyktycznego, byłego narzeczonego do morza, gdyż uważała, że tam jest jego miejsce.
Kobieta położyła się do łóżka i zamknęła powieki. Obok, znajdowały się jej fotografie jako aktorki, afrykańskiej podróżniczki, pilotki samolotu, wędkarki, absolwentki uczelni wyższej, nauczonej jazdy po męsku na koniu. Migawki z dobrze przeżytego i szczęśliwego życia. Takiego, jakie chciała dzielić z Jackiem. Rose – wspominając, śniąc lub pośmiertnie – sunęła do zrujnowanego przez korozję statku w kierunku bakburty, do sali z wielkimi schodami i szklanym żyrandolem. Z każdym kolejnym metrem, wnętrze powracało do życia i kobieta weszła do sali z wielkimi schodami. Jakby dopiero co oddanej do użytku, wypełnionej przychylnymi jej pasażerami z wszystkich klas. Jack czekał przy zegarze, ubrany w strój, który nosił w czasie ich pierwszego spotkania na rufie. Młoda Rose podeszła do ukochanego i pocałowali się. Pasażerowie i załoga zebrana dookoła zaczęła im bić brawa.

Nie rób tego. Nie żegnaj się. Jeszcze nie. Rozumiesz? Słuchaj Rose, nie zostaniesz tu. Będziesz żyć dalej. Będziesz mieć furę dzieci. Będziesz patrzeć jak rosną. Umrzesz jako staruszka w cieplutkim łóżku. Nie tutaj, nie dziś, nie tak.

## Obsada

### Postacie fikcyjne

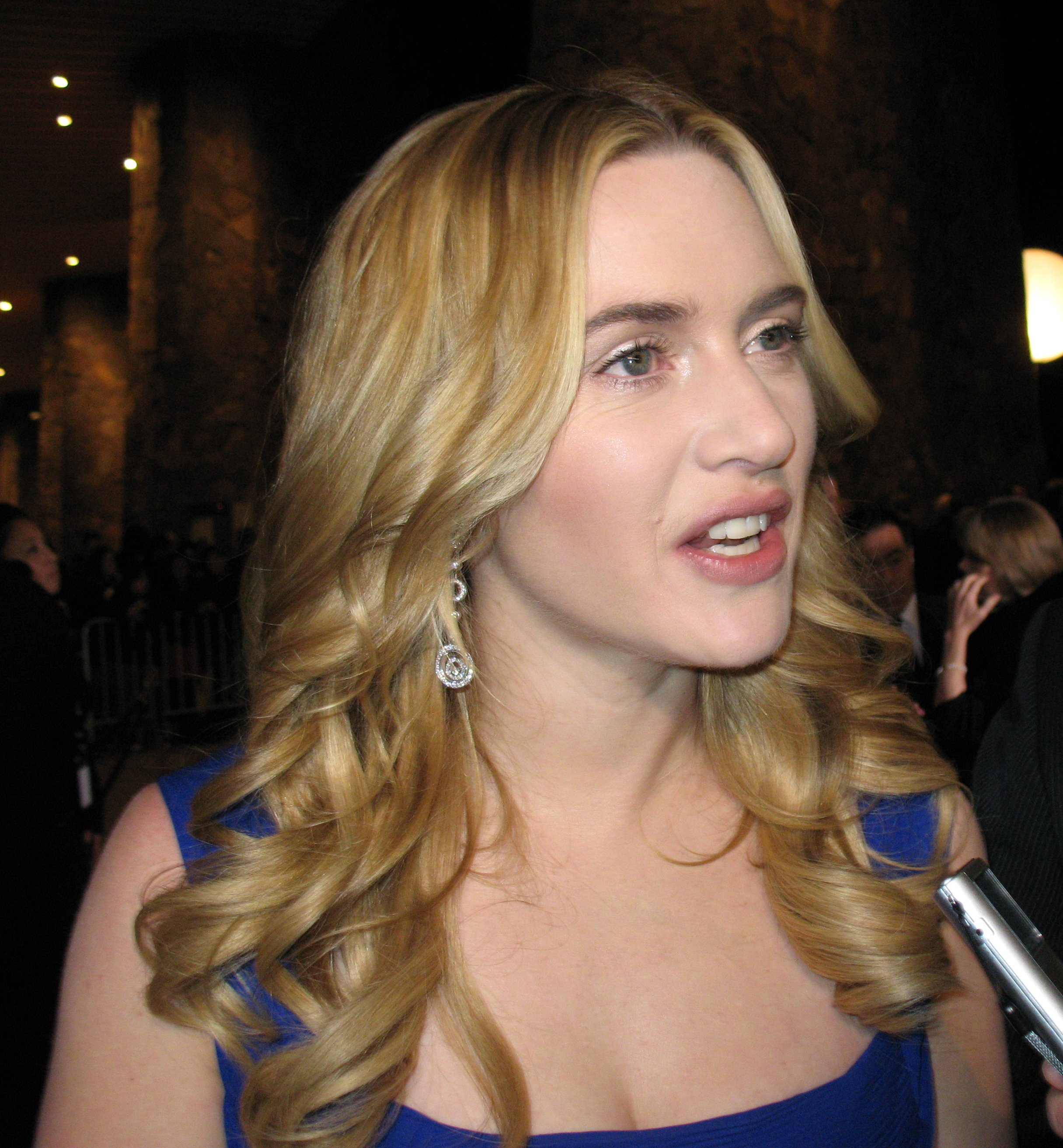
Kate Winslet w 2007 r.
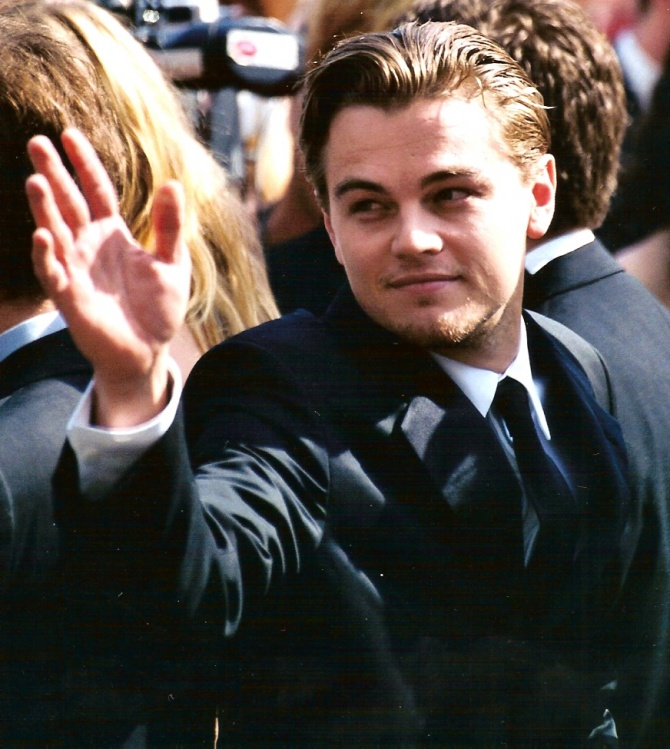
Leonardo DiCaprio w 2007 r.

| Postać                        | Aktor             |
| ----------------------------- | ----------------- |
| Jack Dawson                   | Leonardo DiCaprio |
| Rose DeWitt Bukater (młodsza) | Kate Winslet      |
| Rose Dawson Calvert (starsza) | Gloria Stuart     |
| Caledon „Cal” Hockley         | Billy Zane        |
| Fabrizio De Rossi             | Danny Nucci       |
| Ruth DeWitt Bukater           | Frances Fisher    |
| Brock Lovett                  | Bill Paxton       |
| Lizzy Calvert                 | Suzy Amis         |
| Spicer Lovejoy                | David Warner      |

### Postacie autentyczne
| Postać                               | Aktor                |
| ------------------------------------ | -------------------- |
| Margaret „Niezatapialna Molly” Brown | Kathy Bates          |
| Kapitan Edward Smith                 | Bernard Hill         |
| Thomas Andrews                       | Victor Garber        |
| Joseph Bruce Ismay                   | Jonathan Hyde        |
| Starszy oficer Henry Wilde           | Mark Lindsay Chapman |
| Pierwszy oficer William Murdoch      | Ewan Stewart         |
| Drugi oficer Charles Lightoller      | Jonathan Phillips    |
| Trzeci oficer Herbert Pitman         | Kevin De La Noy      |
| Czwarty oficer Joseph Boxhall        | Simon Crane          |
| Piąty oficer Harold Lowe             | Ioan Gruffudd        |
| Szósty oficer James Moody            | Edward Fletcher      |
| John Jacob Astor IV                  | Eric Braeden         |

## Odbiór

### Wpływy i oglądalność
Przez pierwszy weekend wyświetlania film zarobił 28,6 mln dol., trafiając na szczyt amerykańskiej listy przebojów kasowych, na której pozostał przez rekordowe 15 tygodni. Przed końcem roku film osiągnął przychód w wysokości 100 mln dol.. 14 lutego 1998 odnotowano rekordowy przychód dzienny – 13 mln dol.. W marcu 1998 film jako pierwszy w historii zarobił ponad 1 mld dol. na świecie. Wpływy ze sprzedaży biletów na całym świecie przekroczyły 1,8 mld dol., co plasuje go na trzecim miejscu najbardziej dochodowych filmów wszech czasów.
Film osiągnął ogromny sukces komercyjny i tylko w Stanach Zjednoczonych film był wyświetlany w kinach przez 281 dni (najdłużej w historii) – od 19 grudnia 1997 do 25 września 1998.

### Recenzje
Podczas pokazów prasowych film zbierał głównie negatywne recenzje krytyków. Kenneth Turan z „Los Angeles Times” uznał, że widzowie otrzymali „banalną, pozbawioną jakiejkolwiek oryginalności powtórkę z dawnych hollywoodzkich romansów” i „film, który aż cuchnie fałszem”. Babrara Shulgasser z „San Francisco Examiner” przyznała filmowi jedną z czterech gwiazdek, krytykując m.in. „niewiarygodnie źle” napisany scenariusz. Jednocześnie chwalono grę DiCaprio.
Krytycznie o Titanicu wypowiedział się m.in. reżyser Robert Altman, który określił go „chyba najokropniejszym filmem, jaki kiedykolwiek widział”.
Po ogromnym sukcesie komercyjnym filmu wielu recenzentów zweryfikowało swoje opinie o produkcji.

### Nagrody
Film otrzymał cztery Złote Globy: za najlepszy film dramatyczny, najlepszą muzykę i najlepszą piosenkę oraz dla najlepszego reżysera, poza tym DiCaprio i Winslet byli nominowani do nagrody dla, odpowiednio: najlepszego aktora i najlepszej aktorki, a Stuart – dla najlepszej aktorki drugoplanowej.
Film był także nominowany w 14 kategoriach do nagrody Amerykańskiej Akademii Filmowej, z czego wygrał w 11 z nich, zwyciężając w kategoriach:
- Scenografia: Peter Lamont, Michael Ford;
- Zdjęcia: Russell Carpenter;
- Kostiumy: Deborah L. Scott;
- Reżyseria: James Cameron;
- Produkcja: Conrad Buff, James Cameron, Richard A. Harris;
- Oryginalna ścieżka muzyczna: James Horner;
- Oryginalna piosenka: „My Heart Will Go On” (muzyka James Horner, słowa Will Jennings, wykonanie Céline Dion);
- Najlepszy film: producenci James Cameron i Jon Landau;
- Dźwięk: Gary Rydstrom, Tom Johnson, Gary Summers, Mark Ulano;
- Efekty dźwiękowe: Tom Bellfort, Christopher Boyes;
- Efekty specjalne: Robert Legato, Mark Lasoff, Thomas L. Fisher, Michael Kanfer.

Był również nominowany do Oscarów w kategoriach:
- Najlepsza aktorka pierwszoplanowa: Kate Winslet;
- Najlepsza aktorka drugoplanowa: Gloria Stuart;
- Charakteryzacja: Tina Earnshaw, Greg Cannom, Simon Thompson.

## Ścieżka dźwiękowa
Cameron początkowo zamierzał, by muzykę do jego dzieła skomponowała Enya, jednak artystka odmówiła, podobnie jak Dolores O’Riordan z zespołu The Cranberries, która wówczas była w ciąży. Reżyser ostatecznie zaproponował napisanie muzyki do filmu Jamesowi Hornerowi. Relacje między nimi były raczej chłodne od czasu ich współpracy nad filmem Obcy – decydujące starcie, ale muzyka jego autorstwa do filmu Braveheart ostatecznie przekonała Camerona. Horner napisał muzykę, starając się zawrzeć w niej również charakterystyczny styl Enyi.
Cameron początkowo nie przewidywał włączenia do filmu specjalnej muzyki pod napisy końcowe. Horner – nie zgadzając się z nim – potajemnie wraz z Willem Jenningsem przygotował oraz nagrał utwór „My Heart Will Go On”, którego wykonanie powierzył kanadyjskiej piosenkarce Céline Dion. Kiedy gotowy utwór został zaprezentowany Cameronowi, ten od razu zgodził się na jego włączenie do filmu. Piosenka została w 1997 nagrodzona Oscarem za najlepszą oryginalną piosenkę filmową. Utwór w krótkim czasie obiegł czołowe listy przebojów i lokaty notowań muzycznych na świecie, odnosząc wielki sukces komercyjny, a singiel z utworem rozszedł się w nakładzie ponad 2 mln egzemplarzy na świecie.